# HP 클라우드 서비스 오토메이션
HP 클라우드 서비스 오토메이션(HP CSA, HP Cloud Service Automation)은 기업 및 정부 기관에서 주문부터 프로비저닝까지 클라우드 기반 서비스형 IT(IT-as-a-service) 관리를 자동화하는 데 사용되는 휴렛 팩커드 엔터프라이즈(HPE, Hewlett Packard Enterprise)의 클라우드 관리 소프트웨어이다. HP 클라우드 서비스 오토메이션은 데이터베이스, 미들웨어, 패키지 애플리케이션(예: ERP, Exchange)과 같은 복잡한 IT 서비스의 프로비저닝 및 배포를 조율한다. 이 소프트웨어는 하이브리드 클라우드 제공 플랫폼과 기존 IT 환경 전반에 걸쳐 애플리케이션 기반 서비스 배포 속도를 높인다.
이 소프트웨어는 기업이 퍼블릭 클라우드나 프라이빗 클라우드 또는 둘 다를 통해 클라우드 컴퓨팅의 배포 및 사용 라이프사이클을 관리할 수 있도록 지원하는 광범위한 HP 엔터프라이즈 관리 소프트웨어 제품 포트폴리오의 일부이다.

## 클라우드 컴퓨팅 및 자동화에 대한 배경
미국 국립표준기술연구소, 정보 기술 연구소(Information Technology Laboratory)에 따르면, "클라우드 컴퓨팅은 구성 가능한 컴퓨팅 리소스(예: 네트워크, 서버, 스토리지, 애플리케이션 및 서비스)의 공유 풀에 대한 편리한 주문형 네트워크 액세스를 가능하게 하는 모델이다. 최소한의 관리 노력이나 서비스 제공업체와의 상호 작용을 통해 신속하게 프로비저닝 및 출시할 수 있다.
많은 조직에서 클라우드 컴퓨팅을 채택하고 있는 이유는 "필요에 따라" 또는 "사용량별로" 인터넷을 통해 애플리케이션, 리소스 및 서비스에 액세스할 수 있기 때문이다. 이는 IT 부서에 비용 및 민첩성 이점을 제공한다. 2011년 1월 유니시스 여론 조사에 따르면 미국 기업의 거의 절반이 클라우드 컴퓨팅을 최우선 IT 우선순위로 간주한다.
클라우드 컴퓨팅은 IT 부서의 비용을 절감하고 유연성을 높일 수 있지만 몇 가지 과제도 있다. 이러한 과제에는 클라우드 인프라 및 애플리케이션의 배포 및 지속적인 관리와 관련된 복잡성으로 인해 IT 부서의 추가 노력과 어려움 증가가 포함된다. 이러한 과제로 인해 IT 부서가 클라우드 컴퓨팅 서비스를 배포할 때 자동화 및 적절한 관리가 중요하다.
인터내셔널 데이터 그룹(IDC)에 따르면 분산 서버/워크로드 자동화 도구를 사용하면 가상 머신을 추적 및 회수하여 자본, 전력 및 냉각 비용을 절감하고 수동 프로세스를 표준화 및 간소화하여 IT 직원의 효율성을 높이고 프로세스 속도를 높일 수 있다. 비즈니스 사용자가 사전 정의된 IT 리소스를 자체적으로 프로비저닝할 수 있도록 하여 IT 리소스를 프로비저닝한다.